# マスカルチーア
マスカルチーア（イタリア語: Mascalucia, シチリア語: Mascalucìa）は、イタリア共和国シチリア州カターニア県にある、人口約32,000人の基礎自治体（コムーネ）。

## 地理

### 位置・広がり

#### 隣接コムーネ
隣接するコムーネは以下の通り。
- ベルパッソ
- カターニア
- グラヴィーナ・ディ・カターニア
- ニコロージ
- ペダーラ
- サン・ピエトロ・クラレンツァ
- トレメスティエーリ・エトネーオ